# Língua nhamuanga
Nhamuanga (nyamwanga), também chamada de ichinamuanga (ichinamwanga), inamuanga (inamwanga), muanga (mwanga) ou namuanga (Namwanga) é a língua banta dos nhamuangas. Tem dois dialetos, o iua (iwa) e o tembo/tambo, e é falada na Tanzânia por cerca de 135 mil pessoas e Zâmbia por cerca de 140 mil, segundo censo de 2010. O mesmo censo revela que o dialeto tembo é falado por apenas 4220 pessoas. É grafada utilizando o alfabeto latino.
Também há alguns falantes de nhamuanga na parte noroeste do distrito de Chitipa, no norte do Maláui.